# リスボン攻防戦
リスボン攻防戦（リスボンこうぼうせん、葡: Cerco de Lisboa）は、1147年7月1日から10月25日にかけ、イベリア半島のリスボンの支配権をめぐって行われた攻城戦である。この戦いによってリスボンはポルトガルの統治下におかれ、ムーア人の勢力下から奪回された。
リスボン攻防戦は失敗に終わった第2回十字軍の数少ないキリスト教徒側の勝利の一つであり、レコンキスタの中でもとりわけ重要な戦いと見なされる。

## 第二回十字軍
伝統的には、レコンキスタの開始は722年のコバドンガの戦いにおけるイスラム側の敗北だとみなされている。  1095年から1099年の第1回十字軍のあと、教皇パスカリス2世はイベリア十字軍（ポルトガル、カスティーリャ王国、レオン王国、アラゴン王国、その他）に対して、故国に留まって彼ら自身の戦いを続けることが、エルサレムへの十字軍遠征と同じ価値を持つと訴えた。
1142年、ポルトガル王アフォンソ1世は、北方からの十字軍兵士（アングロ＝ノルマン勢）の聖地への経由地である利点を生かし、彼らを動かしてリスボン市を攻撃・占領しようとした。この企ては結局は失敗して十字軍参加者の中に混乱を残したが、王は将来の攻勢で彼らを活用できる可能性を見出した。
1144年のエデッサの陥落は教皇エウゲニウス3世による新たな十字軍の呼びかけ（1145年 - 1146年）を引き起こした。1147年の春、教皇はイベリア半島で行われている「何百年間も続いているムーア人に対する戦い」もまた十字軍であると認めた。
教皇はマルセイユ、ピサ共和国、ジェノヴァ共和国、その他の地中海沿岸都市に対してイベリアで戦うことを推奨した。同様に、カスティーリャ王およびレオン王であるアルフォンソ7世に対して、ムーア人に対する彼の戦役も十字軍と同じ価値を持つと認めた。
様々な国と地方から集まった十字軍の一団が1147年5月19日にイングランドのダートマスを出発した。彼らはフランドル、フリースランド、フランス、イングランド、スコットランド、それにいくつかのドイツの領邦から来ていた。
彼ら自身は自分たちを広義の"フランク勢"と看做していた。
王や君主はこの遠征行には参加していなかった。参加者の大部分は自ら誓約して集まった民間人だったようである。サフォークのコンスタブルだったハーヴェイ・ド・グランヴィルは指導者の一人だった。 他の十字軍の隊長たちとしてはen:Arnout IV, Count of Aarschotがラインラント人を率い、ギステルのクリスティアンがフランドル勢とブーローニュ勢を指揮し、アングロ・ノルマン勢はドーヴァーのシモン、ロンドンのアンドリュー、アルシェルのサヘアらが率いていた 。重要な決定は、指揮官達が集まって下された。

### 目標変更
ドゥイユのオドによれば164隻の船が聖地に向かっていた。イベリア沿岸に到達したときは200隻ほどになっていた。ポルトガル沿岸で船団は悪天候で足止めを受け、1147年6月16日にポルトガル北部の都市ポルトにいた。ポルトの司教、ペドロ・ピトースは彼らをポルトガル王アフォンソ1世に会うように説得した。当時、王と手勢はタホ川に到達して、3月15日にサンタレン征服を果たしていた。また、王は教皇が王号を認めるように交渉中だった。十字軍の第一陣が到着したとの報せを得た王は、彼らに会うために急行した

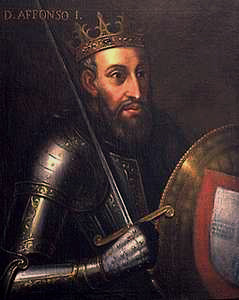
ポルトガル王アフォンソ1世の肖像（同時代の物ではない）

そこで、多国籍で規律を欠く一団は、王に助力することに同意した。厳格な取り決めが結ばれ、十字軍兵士には市での略奪と、見込まれていた捕虜解放の身代金が報酬として約束された。市については彼らが望む限りの探索と略奪を終えた後で王に引き渡す物とされた。
アフォンソ1世は征服地を分割して、封建契約に基づく封土として彼らの指揮官たちに与えることも約束した。彼は教会の代表者の座も約束し、攻城戦の参加者とその相続人はポルトガルでの商業税を免除するとした。
イングランドの十字軍戦士たちは、当初はこの計画変更にそれほど乗り気ではなかった。しかし、ハーヴェイ・ド・グランヴィルは参加するように彼らを説得した。ウィリアム・ヴェイルと彼の兄弟は、1142年のリスボン攻撃に参加した経験から、参加を拒んだ。その後、誓約の確認として人質の交換が行われた。

### リスボン陥落

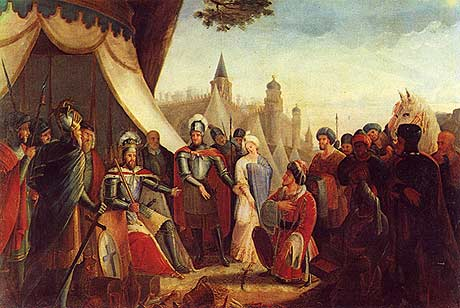
アフォンソ・エンリケスによるリスボン包囲戦 作：Joaquim Rodrigues Braga (1840年)
- 理想化された情景

攻城戦は7月1日に始まった。キリスト教勢は素早く周辺地域を占領し、リスボンの城壁を取り囲んだ。
4ヶ月後、ムーア人の支配者は降伏に同意した（10月21日）。十字軍側の攻城塔が城壁に到達したためである。また、市も飢えていた。すでに征服されていたサンタレンだけでなく「シントラ、アルマダ、パルメラの主だった市民たち」が逃げ込んできて市内の人口が増えていたためである。
短い騒乱状態――アングロ・ノルマン勢の記録者は「ケルン人とフランドル人」のせいだとしている
――の後で、市はキリスト教との征服者を10月25日に迎え入れることになった。市のムスリムの守備隊と結ばれた降伏条件では、彼らは生命と財産を保障されていたが、市に入ると同時にキリスト教徒達はそれを破った。

## その後
十字軍戦士のうち、いくらかは出帆して、イベリア半島を回って進み、バルセロナ伯ラモン・バランゲー4世にエブロ川沿いの都市トゥルトーザの征服への助力を依頼された。しかしながら、ほとんどの十字軍戦士は新しく占領された都市に定住し、それにより、イベリア半島のキリスト教勢力は増すことになった。ギルバート・オブ・ヘイスティングスは初代のリスボン司教となり、後に英葡永久同盟として結実するイングランドとポルトガルの歴史的な関係の先駆けとなった。都市は交渉で条件を定めてから降伏したにもかかわらず、ポルトガルの高貴で勇敢な戦士、マルティン・モニスが我が身を犠牲として市壁の扉を閉じさせなかったことで、キリスト教軍が市を征服したとの伝説が生まれた。
リスボンは最終的に1255年にポルトガル王国の首都となった。この勝利はポルトガル史の転換点であり、1492年に完結することになるレコンキスタをさらに進めた。